# Krásné nové stroje
Krásné nové stroje (také vystupující pod zkratkou KNS) je hudební skupina, která patřila k průkopníkům české nové vlny. Založili ji roku 1982 v Kutné Hoře společně Stanislav Diviš, Robert Nebřenský a Martin Choura. Inspirovali se art rockem a jazz rockem, v aranžmá využívali violoncello i početnou dechovou sekci s bigbandovým zvukem. Postupem času převládla funková stylizace, doplněná při koncertech o excentrický kabaret s bizarními kostýmy a divokými pohybovými kreacemi. Texty jsou minimalistické a absurdní, často redukované na komické nebo zvukomalebné slogany. Kapelník Stanislav Diviš vysvětluje filozofii kapely: „Kontinuálně budujeme prezentaci tvorby, která reflektuje maximální přirozenost projevu, a to i těch projevů, které normálně na veřejnost nepronikají. Tím mám na mysli různé vokální neartikulované projevy od vyjádření vzteku až po euforickou radost.“
V roce 1986 skupina pořídila studiové nahrávky, které později vyšly na kazetě Four Tops (kromě KNS na ní byli zachyceni Laura a její tygři, Garáž a Dybbuk) a na EP desce, vydané roku 1988 v rámci edice Rock Debut, která obsahovala skladby „Palmovka“, „Markéta“, „Studna“, „Rufíno“ a „Znělka“. V té době ale skupina koncertovala stále méně, příčinou byly časté změny sestavy: Robert Nebřenský založil vlastní skupinu Vltava, Martin Choura odešel do experimentálního hudebně-divadelního projektu Ženy a Stanislav Diviš se věnoval převážně výtvarné tvorbě (byl členem sdružení Tvrdohlaví). K obnovení činnosti došlo v roce 1991, skupina začala také zhudebňovat poezii Jiřího Oliče. V roce 2002 se dala dohromady část bývalých členů a založila soubor Bálek Band, který vydal album Uzenkárna. Obě formace občas vystupují společně.

## Diskografie
- 1988: Palmovka (EP)
- 1995: Může hořící sojka zapálit les?
- 2002: Přísně tajné
- 2011: Nechtěné doteky
- 2011: Uzenkárna /natočila současná sestava KNS jako "Balek band" jako vzpomínku na tanečníka a textaře Jana Balka.